# Empoasca obstipa
Empoasca obstipa är en insektsart som beskrevs av Davidson och Delong 1942. Empoasca obstipa ingår i släktet Empoasca och familjen dvärgstritar. Inga underarter finns listade i Catalogue of Life.